# توجه (علم النفس)
التوجه هو وظيفةٌ من وظائف العقل وتتضمن وعيًا ثلاثي الأبعاد: الزمن، والموقع الجغرافي، والشخص. تؤدي اضطرابات التُوجه إلى حدوث توهانٍ (بالإنجليزية: disorientation)‏، والذي يبدأ عادةً في الزمن، ثم في الموقع، وأخيرًا في الشخص.

## التوهان
يُعد التوهانٍ (بالإنجليزية: Disorientation)‏ عكسًا للتوجه (بالإنجليزية: Orientation)‏، حيث يُعتبر إعاقةً معرفية يصعبُ فيها تمييز أو تحديد حواس الزمان والاتجاه والتعرف على الأشياء والأشخاص والأماكن.